# Quellani
Quellani (auch Khellani) ist eine Ortschaft im Departamento La Paz im südamerikanischen Andenstaat Bolivien.

## Lage im Nahraum
Quellani liegt in der Provinz Los Andes und ist eine Ortschaft im Cantón Laja im Municipio Laja. Die Ortschaft liegt auf einer Höhe von 3859 m 25 Kilometer südöstlich des Titicacasees, von hier aus erstreckt sich nach Südosten die weite Ebene des bolivianischen Hochlandes über El Alto und Calamarca hinaus. Quellani liegt am rechten, nordöstlichen Ufer des Río Katari, zur Ortschaft gehört die Bildungseinrichtung Unidad Educativa Hugo Chávez Frías.

## Geographie
Quellani liegt auf dem bolivianischen Altiplano zwischen den Anden-Gebirgsketten der Cordillera Occidental im Westen und der Cordillera Central im Osten. Das Klima der Region ist semihumid und ein typisches Tageszeitenklima, bei dem die mittleren Temperaturschwankungen im Tagesverlauf deutlicher ausfallen als im Jahresverlauf.
Die mittlere Durchschnittstemperatur der Region liegt bei 9 °C (siehe Klimadiagramm Batallas), die Monatsdurchschnittswerte schwanken nur unwesentlich zwischen 6 °C im Juli und 10 °C im November und Dezember. Der Jahresniederschlag beträgt etwa 600 mm, die Monatsniederschläge liegen zwischen unter 15 mm in den Monaten Juni bis August und zwischen 100 und 120 mm von Dezember bis Februar.

## Verkehrsnetz
Quellani liegt 46 Straßenkilometer westlich von La Paz, der Hauptstadt des Departamentos.
Von La Paz aus führt die asphaltierte Nationalstraße Ruta 2 in westlicher Richtung nach El Alto und weitere fünf Kilometer in nordwestlicher Richtung. Dann zweigt die Ruta 1 nach Südwesten ab und führt über Laja nach Tambillo und weiter nach Guaqui am Titicacasee und nach Desaguadero an der Grenze zu Peru.
Acht Kilometer westlich von Laja, knapp einen Kilometer vor der Brücke über den Río Katari, erreicht die Ruta 1 die Ortschaft Quellani.

## Bevölkerung
Die Einwohnerzahl des Ortes ist in dem Jahrzehnt zwischen den beiden letzten Volkszählungen auf das Doppelte angestiegen:
| Jahr | Einwohner         | Quelle       |
| ---- | ----------------- | ------------ |
| 1992 | keine Detaildaten | Volkszählung |
| 2001 | keine Detaildaten | Volkszählung |
| 2012 | 241               | Volkszählung |
| 2024 |                   | Volkszählung |

Die Region weist einen hohen Anteil an Aymara-Bevölkerung auf, im Municipio Laja sprechen 97,2 Prozent der Bevölkerung Aymara.